# Zamora (Michoacán)
Zamora è una municipalità dello stato di Michoacán, nel Messico centrale, il cui capoluogo è la città di Zamora de Hidalgo.
La municipalità conta 186.102 abitanti (2010) e ha un'estensione di 335,55 km².
Il nome della località ricorda la città spagnola di Zamora, da cui provenivano molti dei primi abitanti.